# 中国人民解放军总装备部
中国人民解放军总装备部，标准简称总装备部，亦简称总装，是中国人民解放军已撤销的装备工作机关，由中央军事委员会领导。
總裝備部負責全军的装备工作。並負責對裝備活動經費的審查、監督、審計，並負責裝備理論等工作。總裝備部下設司令部、政治部、军兵种装备、后勤部及综合计划部等部門。
2016年1月，在深化国防和军队改革中，决定撤销总装备部。拆分为中央军事委员会装备发展部、科学技术委员会以及中国人民解放军战略支援部队等三个部门（单位）。

## 历史沿革
1982年7月，中共中央军事委员会科学技术装备委员会（简称“中央军委科装委”）、中国人民解放军国防科学技术委员会（简称“国防科委”）、国务院国防工业办公室（简称“国防工办”）合并成立中国人民解放军国防科学技术工业委员会（同时称中华人民共和国国防科学技术工业委员会，简称“国防科工委”），作为中央军委、国务院归口管理国防科技、国防工业的领导机构。该委员会在成立的同时设立了中国人民解放军国防科学技术工业委员会科学技术委员会（简称“国防科工委科技委”），作为技术指挥系统的领导机构。
1998年4月，中央军委决定组建中国人民解放军总装备部。总装备部保留了原国防科工委的技术指挥领导机构——科学技术委员会，成为中国人民解放军总装备部科学技术委员会（简称“总装备部科技委”）。1999年1月，总装备部正式办公。
2016年1月，在深化国防和军队改革中，撤销中国人民解放军总装备部科学技术委员会，改组成立中央军委科学技术委员会。
2016年1月，在深化国防和军队改革中，中央军委决定撤销中国人民解放军总装备部。原属总装备部的技术指挥领导职责划归中央军事委员会科学技术委员会。原属总装备部的军事核工业、军事航空航天管理职责划归中国人民解放军战略支援部队。原属总装备部的其他职责划归中央军事委员会装备发展部。

## 机构设置
根据有关规定，2016年机构撤销前，总参谋部设置下列机构：

### 技术指挥领导机构
- 中国人民解放军总装备部科学技术委员会

### 内设机构
- 中国人民解放军总装备部司令部
- 中国人民解放军总装备部政治部
- 中国人民解放军总装备部综合计划部
- 中国人民解放军总装备部军兵种装备部
- 中国人民解放军总装备部陆军装备科研订购部
- 中国人民解放军总装备部通用装备保障部
- 中国人民解放军总装备部电子信息基础部
- 中国人民解放军总装备部国际合作部
- 中国人民解放军总装备部国防知识产权局
- 中国载人航天工程办公室

### 直属单位
- 中国酒泉卫星发射中心（第二十试验训练基地）（63600部队）
- 中国核试验基地（第二十一试验训练基地）（63650部队）
- 中国卫星海上测控部（第二十三试验训练基地）（63680部队）
- 中国太原卫星发射中心（第二十五试验训练基地）（63710部队）
- 中国西安卫星测控中心（第二十六试验训练基地）（63750部队）
- 中国西昌卫星发射中心（第二十七试验训练基地）（63790部队）
  - 中国文昌航天发射场
- 中国空气动力研究与发展中心（第二十九试验训练基地）（63820部队）
- 中国白城兵器试验中心（第三十一试验训练基地）（63850部队）
- 中国华阴兵器试验中心（第三十二试验训练基地）（63870部队）
- 中国洛阳电子装备试验中心（第三十三试验训练基地）（63880部队）
- 北京航天飞行控制中心
- 中国航天员科研训练中心
- 中国人民解放军防化研究院
- 中国人民解放军航天员大队
- 中国人民解放军装备学院
- 中国人民解放军装甲兵工程学院
- 中国人民解放军军械工程学院

## 历任领导

### 部长
| 姓名   | 图片 | 在任时间              | 军衔 | 备注 |
| ------ | ---- | --------------------- | ---- | ---- |
| 曹刚川 |      | 1998年4月－2002年11月 | 上将 |      |
| 李继耐 |      | 2002年11月－2004年9月 | 上将 |      |
| 陈炳德 |      | 2004年9月－2007年9月  | 上将 |      |
| 常万全 |      | 2007年9月－2012年10月 | 上将 |      |
| 张又侠 |      | 2012年10月－2016年1月 | 上将 |      |

### 政治委员
| 姓名   | 图片 | 在任时间              | 军衔 | 备注 |
| ------ | ---- | --------------------- | ---- | ---- |
| 李继耐 |      | 1998年4月－2002年11月 | 上将 |      |
| 迟万春 |      | 2002年11月－2011年7月 | 上将 |      |
| 王洪尧 |      | 2011年7月－2016年1月  | 上将 |      |

### 副部长
- 陈达植（1998.08-2002.01）
- 李元正（1998.08-2003.07）
- 胡世祥（1998.08-2004.07）
- 肖贞堂（1998.08-2002.01）
- 李安东（2001.07-）
- 楚鸿彦（2002.01-2005.12）
- 张诗明（2002.01-2008.01）
- 朱发忠（2002.01-）
- 张建启（2004.07-2009.06）
- 韩延林（2007.12-2010.12）
- 牛红光（2009.06-）
- 刘胜（2009.12-）
- 刘国治（2010.12-）
- 张育林（2011.07-）
- 王力（2014.07-）
- 李尚福 （2015.01-2016.01）

### 副政治委员
- 朱增泉（1998.08-2003.12）
- 李栋恒（2003.12-2006.08）
- 黄作兴（2006.08-2011.12）
- 王家胜（2011.12-2014.12）
- 柴绍良（2014.12-2016.01）

### 部长助理
- 李安东（1998.08-2001.07）

## 国防工业出版社
国防工业出版社（第二社名是“新时代出版社”）于1954年11月经中共中央宣传部批准成立，是中央级综合性科技出版社。先后归原二机部、三机部、国务院国防工办、国防科工委领导。1998年起，由中国人民解放军总装备部直接领导。由中国人民解放军总装备部政治部电子信息基础部主管，中国人民解放军总装备部政治部主办。1990年代起至2004年，国防工业出版社进行了四次改革，两次获评为“全国良好出版社”，1998年被评为“全国优秀出版社”。该社以江泽民主席题词“传播科技知识，为国防现代化服务”作为办社宗旨。
2016年3月底，中央军委印发《关于军队和武警部队全面停止有偿服务活动的通知》。2016年5月7日，军队和武警部队全面停止有偿服务试点任务部署会议举行，7个大单位、17个具体单位被列为试点单位，新闻出版等重点项目被纳入试点范畴。自2015年起，各军队和武警部队出版社的新书及新项目均停止审批。